# 派厄尼爾鎮區 (堪薩斯州拉什縣)
派厄尼爾鎮區（英語：Pioneer Township）是位於美國堪薩斯州拉什縣的一個行政鎮區。

## 地方資料
派厄尼爾鎮區的面積為107.88平方千米，當中陸地面積為107.87平方千米，而水域面積為0.01平方千米。根據2010年美國人口普查的數據，當地共有人口367人，而人口密度為每平方千米3.4人。

## 外部連結
- US-Counties.com
- City-Data.com （页面存档备份，存于）